# Auguste Jean Marie Bachelot de La Pylaie
Auguste Jean Marie, barón Bachelot de La Pylaie (Jean-Marie Bachelot de La Pylaie) fue un botánico, explorador, y arqueólogo francés ( 25 de mayo de 1786, Fougères - 12 de octubre de 1856, Marsella).
Botánico y arqueólogo de comienzos del siglo XIX, dotado de una curiosidad y una apertura de espíritu poco común.

## Biografía
Estudia en Laval, luego en París, en el Museo Nacional de Historia Natural de Francia donde es alumno de Georges Cuvier (1769-1832) y de Henri Marie Ducrotay de Blainville (1777-1850).
Hace un gran viaje, principalmente a través de Francia; más también a África y a América, y dos veces a las islas de Saint-Pierre-et-Miquelon.
En 1816, a bordo de la fragata Cybèle, observa la bahía de San Jorge duranta una expedición de inspección de tres meses aTerranova y a Saint-Pierre-et-Miquelon. Entre 1816 y 1819, hace la primera colecta conocida de especies locales en Saint-Pierre-et-Miquelon.
Luego de un breve periodo de herborización en Bella Isla, pasa diciembre y enero de 1826 en las islas de Hedic y en Houat. En enero, las condiciones climáticas invernales no le permiten más que colectar a su pasión, algas. A punto de retornar al continente como se había inicialmente previsto, él se retrasa en las islas, simpatizando con sus habitantes y comenzando a describir su vida, sus actividades, y la historia natural de su ambiente.
Es igualmente autor de diversos estudios arqueológicos de Bretaña.

## Publicaciones
- Voyage à l'île de Terre-Neuve. 1820
- Études cryptogamiques, ou Monographies de divers genres de mousses, précédées d'une Notice sur les environs de Fougères, et d'un essai sur la classification des mousses. París, 1815
- Notice sur l'île de Terranova et les Îles Voisines. Mémoire de la Société Linnénne de París, 1825
- Flore de Terre-Neuve et des îles Saint-Pierre et Miclon. París, A.-F. Didot, 1829 más no fue incorporado, solo posteriormente http://gallica.bnf.fr/ark:/12148/bpt6k1135274.notice.
- Précis géologique sur le bassin de calcaire tertiaire des environs de Dinan. Dinan, 1834
- Éclipse de soleil observée à Nantes, le 15 de mayo de 1836. Nantes, impreso Hérault
- Recherches et découvertes archéologiques faites depuis Nantes jusqu'à l'embouchure de la Loire. 1836. Nantes, impreso Hérault
- Études archéologiques mêlées d'observations et de notices diverses. Bruselas, Deprez-Parent 1848
- Nécessité dans l'intérêt de la France et du peuple, de composer pour les écoles un nouveau livre de lecture. Schneider, París, 1848
- Études archéologiques et géographiques ; reimpreso de la edición de 1850, sociedad arqueológica de FInisterre, Quimper 1970
- Notice sur l'ancienne église de Notre-Dame-Garde-Fortune et des Périls, aujourd'hui dite de Prisce. A. Goupil, Laval, 1891